# Paul Thomas (réalisateur)
Pour les articles homonymes, voir Paul Thomas et Thomas.
Paul Thomas est le nom de scène de Philip Charles Toubus, un acteur et réalisateur de films pornographiques américain né le 17 avril 1949 à Winnetka (Illinois) et mort le 10 juin 2025. Primé de nombreuses fois, il joue dans plus de 500 films et en réalise plus de 300. Il est membre de l'AVN Hall of Fame et du XRCO Hall of Fame.

## Biographie
Paul Thomas est né à Winnetka (Illinois) en 1947. Il a étudié à l'University of Wisconsin–Madison mais s'est orienté vers une carrière d'acteur. Il a ainsi fait du théâtre à Broadway, notamment dans la comédie musicale Hair, mais a aussi joué le rôle de saint Pierre dans le film Jesus Christ Superstar (1973).
Il entame une carrière dans la pornographie en 1974 après avoir rencontré les frères Mitchell, alors qu'il participait à une comédie musicale à San Francisco. Il apparaît dans plusieurs loops qu'ils ont réalisés et, en 1976, dans son premier long métrage The Autobiography of a Flea.
En 1982, il est arrêté pour avoir introduit de la cocaïne en provenance d'Amérique du Sud aux États-Unis. Il passe un an en prison. À sa sortie, il reprend sa carrière et reçoit en 1983 le prix du meilleur acteur de l'Adult Film Association of America pour Virginia.
En 1985, il réalise des films pornographiques et travaille exclusivement pour Vivid Entertainment depuis 1986.
Il est membre du XRCO Hall of Fame et de l'AVN Hall of Fame.
Paul Thomas meurt le 10 juin 2025 à l’âge de 78 ans.

## Filmographie partielle

### Acteur
- Jesus Christ Superstar (1973) comme Philip Toubus
- The Autobiography of a Flea (1976)
- Baby Face (1977)
- Candy Stripers (1978)
- Pretty Peaches (1978)
- The Ecstacy Girls (1979)
- Virginia (1983)
- Private Teacher (1983)
- Taboo American Style (1985)
- It's My Body (1985)
- Fade to Black (2002)
- Debbie Does Dallas... Again (2007)

### Réalisateur
- Justine (1984)
- Beauty & the Beast 2 (1990)
- Passages 1–4 (1991)
- Twisted (1991)
- Bad Wives (1997)
- Bobby Sox (1997)
- Fade to Black (2002)
- Heart of Darkness (2004)
- The Masseuse (2005)
- The New Devil in Miss Jones (2006)
- Throat: A Cautionary Tale (2009)
- Savanna Samson Is the Masseuse (2011)

## Récompenses
- 1983 : AFAA Award for Best Actor pour Virginia
- 1991 : AVN Award Meilleur réalisateur - Vidéo (Best Director – Video) pour Beauty & the Beast 2
- 1992 : AVN Award Reuben Sturman Memorial Award For Loyalty to the Adult Film Genre
- 1993 : XRCO Award Best Director[6]
- 1994 : AVN Award Meilleur réalisateur - Film (Best Director - Film) pour Justine
- 1997 : AVN Award Meilleur réalisateur - Film (Best Director - Film) pour Bobby Sox
- 1999 : XRCO Award for Best Director[6]
- 2002 : AVN Award Meilleur prestation non-sexuelle (Best Non-Sex Performance) pour Fade to Black
- 2002 : AVN Award Meilleur réalisateur - Film (Best Director - Film) pour Fade to Black
- 2004 : AVN Award Meilleur réalisateur - Film (Best Director - Film) pour Heart of Darkness
- 2005 : AVN Award Meilleur réalisateur - Film (Best Director - Film) pour The Masseuse
- 2006 : AVN Award Meilleur réalisateur - Film (Best Director - Film) pour The New Devil in Miss Jones
- 2008 : AVN Award Meilleur réalisateur - Film (Best Director - Film) pour Layout[7]
- 2008 : XBIZ Award Outstanding Achievement in Movie Production